# Chiyoko Henmi

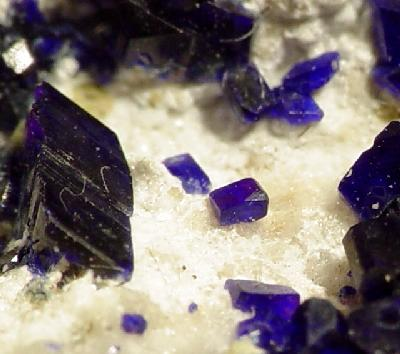
Henmilita, de color blau, de la mina Fuka (Honshū, Japó)

Chiyoko Henmi (1949-2018), en japonès 逸 見 千代 子, va ser una mineralogista japonesa que va descobrir vuit noves espècies minerals. Dues espècies minerals més duen el nom en honor seu: la henmilita i la chiyokoïta.
Va treballar a la facultat de ciències de la Universitat d'Okayama entre 1985 i 1997. Va descobrir vuit espècies minerals: la bicchulita el 1973, la fukalita el 1977, la clinotobermorita el 1992, la morimotoïta, la takedaïta i la kusachiïta el 1995, i la parasibirskita el 1998.
L'any 1981 va ser aprovada la henmilita, un mineral de la classe dels borats. rebent el nom en honor de i del seu pare, el professor Kitinosuke Henmi, tots dos del Departament de Ciències de la Terra de la Universitat de Okayama, en reconeixement del seu treball sobre els minerals d'skarn de Fuka. El 2019 una segona espècie mineral rebia el seu nom en honor a la seva persona: l'acabada d'aprovar chiyokoïta, un altre borat.